# Списак епизода серије Три Хил

У овом чланку је списак епизода серије Три Хил.
Три Хил је серија коју је креирао Марк Швон, који ја написао и сценарио за више од трећине свих епизода, а занимљиво је и то да је он написао сценарио за прву и последњу епизоду у свакој сезони. Своју дужност избршног продуцента поделио је са Мајклом Толином, Брајаном Робинсом и Џоом Даволом. Серију су копродуцирале продукцијска кућа Толинс/Робинс и телевизија Варнер Брос.
У периоду од 23. септембра 2003. године до 3. маја 2006. године, серија се емитовала на телевизији The WB, да би се од 27. септембра 2006. године серија почела емитовати на телевизији The CW.
У прве четири сезоне приказано је укупно 88 епизода; због штрајка америчких сценариста у току 2007/2008 ТВ сезоне, пета сезона серије је садржала само 18 епизода.
Телевизија The CW је објавила да ће се снимати и приказивати и шеста сезона серије.
До 4. априла 2009. године, снимљено је 187 епизода серије Три Хил. 

### Сезоне
| Сезона | Сезона | Број епизода | Број дискова | Премијерно приказивање | Три Хил ДВД издања  | Три Хил ДВД издања | Три Хил ДВД издања | Три Хил ДВД издања |
| Сезона | Сезона | Број епизода | Број дискова | Премијерно приказивање | Регион 1            | Регион 2           | Регион 4           |                    |
| ------ | ------ | ------------ | ------------ | ---------------------- | ------------------- | ------------------ | ------------------ | ------------------ |
|        | 1      | 22           | 6            | 2003—2004              | 25. јануар 2005     | 5. септембар, 2005 | 1. фебруар 2006    |                    |
|        | 2      | 23           | 6            | 2004—2005              | 13. септембар, 2005 | 10. април, 2006    | 6. септембар, 2006 |                    |
|        | 3      | 22           | 6            | 2005—2006              | 26. септембар, 2006 | 23. октобар, 2006  | 4. јул 2007        |                    |
|        | 4      | 21           | 6            | 2006—2007              | 18. децембар, 2007  | 7. април 2008      | 4. јун, 2008       |                    |
|        | 5      | 18           | 5            | 2008                   | 26. август, 2008    | 6. октобар, 2008   | 1. април, 2009     |                    |
|        | 6      | 24           | -            | 2008—2009              | Биће објављено      | Биће објављено     | Биће објављено     |                    |

## Епизоде

### Прва сезона
| Бр. епизоде | Назив                                                   | Сценаристи                  | Редитељ(и)           | Премијерно приказивање |
| ----------- | ------------------------------------------------------- | --------------------------- | -------------------- | ---------------------- |
| 1           | „Пилот“                                                 | Марк Швон                   | Брајан Гордон        | 23. септембар 2003     |
| 2           | „Места која ће ти уливати највећи страх“                | Марк Швон                   | Брајан Гордон        | 30. септембар 2003     |
| 3           | „Да ли си истинит?"                                     | Џенифер Сесил               | Мајкл Гросмен        | 7. октобар 2003        |
| 4           | „Пад на тебе“                                           | Марк Пери                   | Дејвид Карсон        | 14. октобар 2003       |
| 5           | „Све оно што не можеш да оставиш иза себе“              | Ана Хамилтон и Марк Швон    | Двејн Кларк          | 21. октобар 2003       |
| 6           | „Свака ноћ је друга прича“                              | Мајк Кели                   | Џејсон Мур           | 28. октобар 2003       |
| 7           | „Живот у стакленој кући“                                | Мајк Кели                   | Роберт Данкан МекНил | 4. новембар 2003       |
| 8           | „Потрага за нечим више“                                 | Џенифер Сесил               | Џон Т. Кречмер       | 11. новембар 2003      |
| 9           | „Раширених руку“                                        | Марк Швон                   | Грег Пренџ           | 18. новембар 2003      |
| 10          | „Мораш да одеш тамо да би се поново вратио натраг“      | Мајк Кели                   | Кит Семплс           | 20. јануар 2004        |
| 11          | „Проживљене године“                                     | Марк Пери                   | Томас Џ. Рајт        | 27. јануар 2004        |
| 12          | „Сламајући ток учтивих разговора“                       | Џесика Квилер               | Сенди Смолан         | 3. фебруар 2004        |
| 13          | „Хватајући се за тренутак“                              | Марк Швон                   | Јон Беринг           | 10. фебруар 2004       |
| 14          | „Ја ћу веровати“                                        | Џенифер Сесил               | Грег Пренџ           | 17. фебруар 2004       |
| 15          | „Изненада се све променило“                             | Марк Пери                   | Дејвид Карсон        | 24. фебруар 2004       |
| 16          | „Први рез је најдубљи“                                  | Мајк Кели                   | Роберт Данкан МекНил | 2. март 2004           |
| 17          | „Дух у ноћи“                                            | Теренс Коли                 | Двејн Кларк          | 6. април 2004          |
| 18          | „Желети немогуће“                                       | Марк Швон                   | Били Диксон          | 13. април 2004         |
| 19          | „Како можеш бити сигуран?"                              | Керин Ашер                  | Томас Џ. Рајт        | 20. април 2004         |
| 20          | „Шта се догодило и шта никада не би смело да се догоди“ | Едвард Кицис и Адам Хоровиц | Пери Ленг            | 27. април 2004         |
| 21          | „Лабудова песма“                                        | Џенифер Сесил и Марк Пери   | Дејвид Карсон        | 4. мај 2004            |
| 22          | „Игре које су нас надиграле“                            | Марк Швон                   | Грег Пренџ           | 11. мај 2004           |

### Друга сезона
| Бр. епизоде | Назив                                              | Сценаристи                 | Редитељ(и)         | Премијерно приказивање |
| ----------- | -------------------------------------------------- | -------------------------- | ------------------ | ---------------------- |
| 23(1)       | „Очајно краљевство љубави“                         | Марк Швон                  | Грег Пренџ         | 21. септембар 2004     |
| 24(2)       | „Истина не ствара буку“                            | Марк Пери                  | Били Диксон        | 28. септембар 2004     |
| 25(3)       | „Близу дивљег раја“                                | Џејмс Стотеро и Чед Фајвиш | Грег Пренџ         | 5. октобар 2004        |
| 26(4)       | „Можеш увек добити оно што желиш“                  | Џенифер Сесил              | Џоана Кернс        | 12. октобар 2004       |
| 27(5)       | „Ја ћу се усудити“                                 | Марк Швон                  | Томас Џ. Рајт      | 19. октобар 2004       |
| 28(6)       | „Ми такође можемо бити странци“                    | Теренс Коли                | Сенфорд Букстејвер | 26. октобар 2004       |
| 29(7)       | „Нека владар изгуби“                               | Р. Ли Флеминг, млађи       | Дејвид Пејмер      | 2. новембар 2004       |
| 30(8)       | „Истина, горка истина“                             | Стејси Рукејсер            | Били Диксон        | 9. новембар 2004       |
| 31(9)       | „Замка је у томе да наставиш да дишеш“             | Џејмс Стотеро и Чед Фајвиш | Џон Ашер           | 16. новембар 2004      |
| 32(10)      | „Обавезно узми моје речи у обзир“                  | Марк Швон                  | Лев Л. Спиро       | 30. новембар 2004      |
| 33(11)      | „Срце те поново доноси натраг“                     | Марк Пери                  | Мет Шејкмен        | 25. јануар 2005        |
| 34(12)      | „Између реда и хаоса“                              | Теренс Коли                | Бетани Руни        | 1. фебруар 2005        |
| 35(13)      | „Херој умире баш у овој“                           | Џенифер Сесил              | Кевин Даулинг      | 8. фебруар 2005        |
| 36(14)      | „Ситне ствари о којима нико не зна ништа“          | Р. Ли Флеминг, млађи       | Бабу Субраманиам   | 15. фебруар 2005       |
| 37(15)      | „Неотворено писмо према свету“                     | Марк Швон                  | Грег Пренџ         | 22. фебруар 2005       |
| 38(16)      | „Негде сати и даље куца“                           | Стејси Рукејсер            | Били Диксон        | 1. март 2005           |
| 39(17)      | „Нешто што никада нећу имати“                      | Мајк Херо и Дејвид Штраус  | Пол Јохансон       | 19. април 2005         |
| 40(18)      | „Пут за усамљене“                                  | Џон Норис                  | Томас Џ. Рајт      | 26. април 2005         |
| 41(19)      | „Увелико сам будан, јутро је“                      | Марк Швон                  | Томас Џ. Рајт      | 3. мај 2005            |
| 42(20)      | „Животно нагомилавање“                             | Марк Пери                  | Лес Батлер         | 10. мај 2005           |
| 43(21)      | „Шта је све могло бити“                            | Џенифер Сесил              | Бетани Руни        | May 17, 2005           |
| 44(22)      | „Плима које је отишла и више се никад неће вратити | Марк Швон                  | Томас Џ. Рајт      | 24. мај 2005           |
| 45(23)      | „Плес оних који одлазе“                            | Марк Швон                  | Грег Пренџ         | 24. мај 2005           |

### Трећа сезона
| Бр. епизоде # | Назив                                                                                 | Сценаристи                 | Редитељ(и)     | Премијерно приказивање |
| ------------- | ------------------------------------------------------------------------------------- | -------------------------- | -------------- | ---------------------- |
| 46(1)         | „Као ти као неки паликућа“                                                            | Марк Швон                  | Грег Пренџ     | 5. октобар 2005        |
| 47(2)         | „Од ивице дубоког плавог мора“                                                        | Марк Швон                  | Кевин Даулинг  | 12. октобар 2005       |
| 48(3)         | „Први дан на потпуно новој пици“                                                      | Теренс Коли                | Били Диксон    | 19. октобар 2005       |
| 49(4)         | „Један покушај да се погоди величина "                                                | Стејси Рукејсер            | Џенис Кук      | 26. октобар 2005       |
| 50(5)         | „Мноштво случајности“                                                                 | Р. Ли Флеминг, млађи       | Томас Џ. Рајт  | 2. новембар 2005       |
| 51(6)         | „Закључана срца и ручне гранате“                                                      | Џејмс Стотеро и Чед Фајвиш | Марита Грабиак | 9. новембар 2005       |
| 52(7)         | „Шампањац за моје праве пријатеље Права бол за моје назови пријатеље“                 | Марк Швон                  | Пол Јохансон   | 16. новембар 2005      |
| 53(8)         | „Најгори дан још од јуче“                                                             | Мајк Херо и Дејвид Штраус  | Џон Ашер       | 30. новембар 2005      |
| 54(9)         | „Какaв осећај пружа оживљавање“                                                       | Марк Швон                  | Грег Пренџ     | 7. децембар 2005       |
| 55(10)        | „Храбар нови свет“                                                                    | Џон А. Норис               | Џон Ашер       | 11. јануар 2006        |
| 56(11)        | „Повратак будућности“                                                                 | Теренс Коли                | Бетани Руни    | 18. јануар 2006        |
| 57(12)        | „Ја имам снове којих ћу се сећати“                                                    | Мајк Херо и Дејвид Штраус  | Стјуарт Гилард | 25. јануар 2006        |
| 58(13)        | „Ветар који је моје срце одувао далеко“                                               | Стејси Рукејсер            | Дејвид Џексон  | 1. фебруар 2006        |
| 59(14)        | „Све сутрашње забаве“                                                                 | Ана Лото                   | Дејвид Пејмер  | 8. фебруар 2006        |
| 60(15)        | „Само посматрај ватромет“                                                             | Џејмс Стотеро и Чед Фајвиш | Били Диксон    | 15. фебруар 2006       |
| 61(16)        | „Уморних очију, Уморних мисли, Уморних душа, ми спавамо“                              | Марк Швон                  | Грег Пренџ     | 1. март 2006           |
| 62(17)        | „Ко ће преживети, и Шта ће остати од њих“                                             | Марк Швон                  | Џон Ашер       | 29. март 2006          |
| 63(18)        | „Када то није онако како би требало да буде“                                          | Р. Ли Флеминг, млађи       | Пол Јохансон   | 5. април 2006          |
| 64(19)        | „Спавала сам са неким из Фол аут боја и све што сам добила је ова глупа песма о мени“ | Вилијам Х. Браун           | Моира Кели     | 12. април 2006         |
| 65(20)        | „Сваки дан је недељно вече“                                                           | Марк Швон                  | Били Диксон    | 19. април 2006         |
| 66(21)        | „Преко брда и много далеко“                                                           | Марк Швон                  | Томас Џ. Рајт  | 26. април 2006         |
| 67(22)        | „Шоу се мора наставити“                                                               | Марк Швон                  | Марк Швон      | 3. мај 2006            |

### Четврта сезона
| Бр. епизоде # | Назив                                             | Сценаристи                | Редитељ(и)     | Премијерно приказивање |
| ------------- | ------------------------------------------------- | ------------------------- | -------------- | ---------------------- |
| 68(1)         | „Иста дубока вода као и ти“                       | Марк Швон                 | Грег Пренџ     | 27. септембар 2006     |
| 69(2)         | „Ствари које сам заборавио на свом рођењу“        | Марк Швон                 | Грег Пренџ     | 4. октобар 2006        |
| 70(3)         | „Добре вести за људе који воле лоше вести“        | Мајк Херо и Дејвид Штраус | Џон Ашер       | 11. октобар 2006       |
| 71(4)         | „Не можемо зауставити ствари које смо започели“   | Теренс Коли               | Бетани Руни    | 18. октобар 2006       |
| 72(5)         | „Ја волим тебе али сам изабрао таму“              | Марк Швон                 | Стјуарт Гилард | 25. октобар 2006       |
| 73(6)         | „Где си спавао прошле ноћи?"                      | Вилијам Х. Браун          | Пол Јохансон   | 8. новембар 2006       |
| 74(7)         | „Све те ствари које сам учинио“                   | Адел Лим                  | Дејвид Џексон  | 15. новембар 2006      |
| 75(8)         | „Нема ништа више да се каже осим довиђења“        | Џон А. Норис              | Џенис Кук      | 22. новембар 2006      |
| 76(9)         | „Неки од нас су одустали“                         | Марк Швон                 | Грег Пренџ     | 29. новембар 2006      |
| 77(10)        | „Песме уз које се воли и змире“                   | Марк Швон                 | Џон Ашер       | 6. децембар 2006       |
| 78(11)        | „Све на свом правом месту“                        | Даун Арбонт               | Мајкл Ленџ     | 17. јануар 2007        |
| 79(12)        | „Решеност“                                        | Мишел Фуртни-Гудмен       | Моира Кели     | 24. јануар 2007        |
| 80(13)        | „Слике о теби“                                    | Марк Швон                 | Лес Батлер     | 7. фебруар 2007        |
| 81(14)        | „Тужне песме за прљаве љубавнике“                 | Вилијам Х. Браун          | Џенис Кук      | 14. фебруар 2007       |
| 82(15)        | „Матурско вече у школи где се сви мрзе“           | Мајк Херо и Дејвид Штраус | Пол Јохансон   | 21. фебруар 2007       |
| 83(16)        | „Ти то назови љутњом, али ја ћу то звати љубављу“ | Теренс Коли               | Томас Џ. Рајт  | 2. мај 2007            |
| 84(17)        | „Ноћу све постаје горе“                           | Марк Швон и Џим Ли        | Грег Пренџ     | 9. мај 2007            |
| 85(18)        | „Бегунац је пронађен“                             | Марк Швон                 | Дејвид Џексон  | 16. мај 2007           |
| 86(19)        | „Пепео од снова који си пустио да умре“           | Џон А. Норис              | Мајкл Ленџ     | 30. мај 2007           |
| 87(20)        | „Рођење и смрт дана“                              | Марк Швон                 | Грег Пренџ     | 6. јун 2007            |
| 88(21)        | „Сви ми одједном недостају“                       | Марк Швон                 | Марк Швон      | 13. јун 2007           |

### Пета сезона
| Бр. епизоде # | Назив                                                             | Сценаристи                | Редитељ(и)     | Премијерно приказивање |
| ------------- | ----------------------------------------------------------------- | ------------------------- | -------------- | ---------------------- |
| 89(1)         | "4 године, 6 месеци, 2 дана“                                      | Марк Швон                 | Грег Пренџ     | 8. јануар 2008         |
| 90(2)         | „Возити као професионалац“                                        | Марк Швон                 | Пол Јохансон   | 8. јануар 2008         |
| 91(3)         | „Мој повратак кући је могућ само уз твоју помоћ“                  | Џон А. Норис              | Дејвид Џексон  | 15. јануар 2008        |
| 92(4)         | „Све је у реду мама, (само крварим)"                              | Адел Лим                  | Џенис Кук      | 22. јануар 2008        |
| 93(5)         | „Заборавио сам да се сетим да заборавим“                          | Теренс Коли               | Лиз Фридлендер | 29. јануар 2008        |
| 94(6)         | „Не сањај, готово је“                                             | Марк Швон                 | Томас Џ. Рајт  | 5. фебруар 2008        |
| 95(7)         | „У клубу“                                                         | Мајк Херо и Дејвид Штраус | Грег Пренџ     | 12. фебруар 2008       |
| 96(8)         | „Молим те, молим те, молим те, дозволи ми да узмем оно што желим“ | Мајк Денијелс             | Пол Јохансон   | 19. фебруар 2008       |
| 97(9)         | „Вечерас си ти херој само за себе“                                | Марк Швон                 | Џо Давола      | 26. фебруар 2008       |
| 98(10)        | „Трчање према чврстом челику“                                     | Вилијам Х. Браун          | Кларк Метис    | 4. март 2008           |
| 99(11)        | „Биће ти потребан неко на твојој страни“                          | Захари Хејнс              | Мајкл Џ. Леоне | 11. март 2008          |
| 100(12)       | „Сто“                                                             | Марк Швон                 | Лес Батлер     | 18. март 2008          |
| 101(13)       | „Одјеци, тишина, стрпљење и молитва“                              | Марк Швон                 | Грег Пренџ     | 14. април 2008         |
| 102(14)       | „Због чега ти идеш кући“                                          | Марк Швон                 | Лиз Фредлендер | 21. април 2008         |
| 103(15)       | „Живот је кратак“                                                 | Елиза Делсон              | Пол Јохансон   | 28. април 2008         |
| 104(16)       | „Плакање ти неће помоћи“                                          | Вилијам Х. Браун          | Грег Пренџ     | 5. мај 2008            |
| 105(17)       | „Мржња је безбеднија од љубави“                                   | Марк Швон                 | Стјуарт Гилард | 12. мај 2008           |
| 106(18)       | „Шта долази после блуза“                                          | Марк Швон                 | Марк Швон      | 19. мај 2008           |

### Шеста сезона
| Бр. епизоде | Назив                                                   | Сценаристи                | Редитељ(и)     | Премијерно приказивање |
| ----------- | ------------------------------------------------------- | ------------------------- | -------------- | ---------------------- |
| 107(1)      | „Додирни ме и ја ћу почети да вриштим, први део“        | Марк Швон                 | Стјуарт Гилард | 1. септембар 2008      |
| 108(2)      | „Један милионити део милисекунде једног недељног јутра“ | Марк Швон                 | Грег Пренџ     | 8. септембар 2008      |
| 109(3)      | „Узми огртач. Огрни га. Полети“                         | Марк Швон                 | Дана Ал Бали   | 15. септембар 2008     |
| 110(4)      | „Мост преко проблематичне воде“                         | Теренс Коли               | Пол Јохансон   | 22. септембар 2008     |
| 111(5)      | „Ископао си свој сопствени гроб, сада лези у њега“      | Вилијам Х. Браун          | Џон Ашер       | 29. септембар 2008     |
| 112(6)      | „Изабрао сам свој сопствени начин живота“               | Џон А. Норис              | Кларк Метис    | 13. октобар 2008       |
| 113(7)      | „Запрљати се са дететом“                                | Мајк Херо и Дејвид Штраус | Грег Пренџ     | 20. октобар 2008       |
| 114(8)      | „Наш живот није филм или можда“                         | Марк Швон                 | Питер Ковалски | 27. октобар 2008       |
| 115(9)      | „Симпатија према ђаволу“                                | Мајкл Денијелс            | Бредли Волш    | 3. новембар 2008       |
| 116(10)     | „Сваки лик из бајке би био љубоморан“                   | Ники Шифелбајн            | Џенис Кук      | 10. новембар 2008      |
| 117(11)     | „Нас троје (Мој одјек, Моја сенка и Ја)"                | Чед Мајкл Мари            | Џо Давола      | 17. новембар 2008      |
| 118(12)     | „Мора да се шалиш (Аутопсија ђавољег мозга)"            | Марк Швон                 | Марк Швон      | 24. новембар 2008      |